# Pumpellyíta
La pumpellyíta es un grupo de cinco minerales con el mismo nombre, de la clase de los sorosilicatos, y dentro de esta pertenece al llamado “grupo de la pumpellyíta”. Fue descubierta en 1925 en una mina del condado de Houghton, en el estado de Míchigan (EE. UU.), siendo nombrada así en honor de Raphael Pumpelly, geólogo estadounidense.

## Especies minerales
El término se corresponde con cinco minerales, antes considerados variedades y hoy aceptados por la Asociación Mineralógica Internacional como cinco especies distintas:
- Pumpellyíta-(Al):[2] Ca2Al3 (SiO4)(Si2O7)(OH,O)2·H2O
- Pumpellyíta-(Fe2+):[3] Ca2Fe2+Al2 (SiO4)(Si2O7)(OH)2·H2O
- Pumpellyíta-(Fe3+):[3] Ca2(Fe3+,Mg)Al2 (SiO4)(Si2O7)(OH,O)2·H2O
- Pumpellyíta-(Mg):[4] Ca2MgAl2 (SiO4)(Si2O7)(OH)2·H2O
- Pumpellyíta-(Mn2+):[5] Ca2Mn2+Al2 (SiO4)(Si2O7)(OH)2·H2O

Además, entre estros cinco extremos se formarían series de solución sólida, dando una familia de minerales por sustituciones parciales de los cinco iones metálicos que caracterizan a cada uno. El más abundante en estas series es el magnesio.

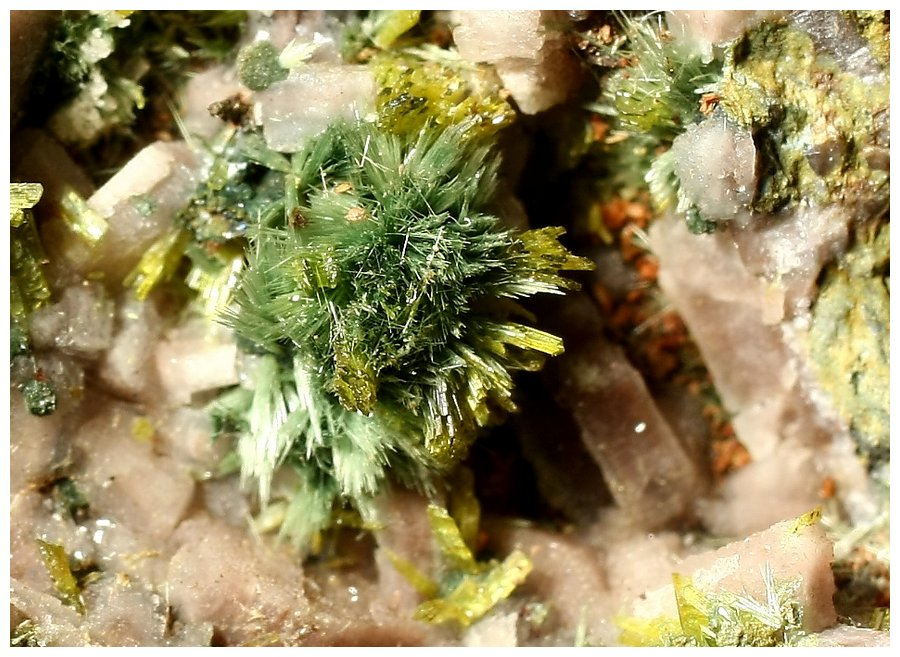
Pumpellyita-(Fe2+) Grupo de 4 mm. Cantera Los Arenales, Torás, Castellón, España. (Col. Rafa Muñoz Alvarado)

## Características químicas
Son todos ellos sorosilicatos hidratados de calcio, que según que otros cationes metálicos va dando los distintos minerales, con cationes de aluminio, hierro, magnesio o manganeso.

## Formación y yacimientos
Pueden encontrarse estos minerales en rocas tipo metabasalto o en rocas gabros. El mineral con manganeso en rocas metamórficas de grado bajo enriquecidas en este metal. La variedad con magnesio, la más abundante, en rocas metamórficas muy variadas, esquistos y grauvacas. Las variedades con hierro suelen encontrarse en rocas porfíricas alteradas.
Suele encontrarse asociado a otros minerales como: braunita, piemontita, clinozoisita, cariopilita, johannsenita, rodocrosita, albita, cuarzo, calcita, clorita, epidota, actinolita, lawsonita, glaucofana, prehnita, zeolitas, plagioclasa, hematita, babingtonita o clinopiroxeno.

## Usos
Pueden ser extraídos en las minas como mena de los metales que contienen.